# Victoria 3
Victoria 3 — відеогра в жанрі глобальної стратегії, видана 25 жовтня 2022 року Paradox Interactive. Продовженням гри Victoria II 2010 року. Вона була анонсована 21 травня 2021 року на з'їзді PDXCON: Remixed від Paradox Interactive.

## Ігровий процес
Victoria 3 охоплює світову історію з 1836 по 1936 рік і дозволяє гравцеві керувати однією з більш ніж 100 країн на той період часу.
Гра сфокусована на політиці і демографії, а ігровий процес зосереджений на поводженні і умиротворення груп населення («попи»), великих груп людей зі спільними інтересами. У населення є безліч інтересів з різними ідеологіями, з якими має справу гравець.
Додається ще одна система — «дипломатичні ігри», яка в значній мірі запозичує із системи міжнародних криз з Victoria II. При спробі змусити інші країни поступитися землею чи відкрити свої ринки гравці будуть пред'являти країні-опоненту вимоги з докладним описом того, чого вони бажають, в результаті чого у країни-опонента буде можливість вимагати поступок від агресора. Після цього обміну вимогами таймер почне зворотний відлік, поки обидві сторони будуть мати можливість мобілізувати війська і залучити потенційних союзників, запропонувавши їм трофеї. Якщо до закінчення таймера не буде досягнуто дипломатичного вирішення, буде оголошена війна. Дизайнер Мікаель Андерссон пояснив, що ця система була розроблена з метою знизити роль війни, зробивши дипломатію не менш ефективною, як і бойові дії.

## Розробка
Напередодні анонсу гри Victoria 3 стала мемом серед фанатів Paradox через те, що гравці постійно запитували про неї, але їх ігнорували; більшість гравців жартувало, що гра ніколи не вийде.
Нинішнім ігровим директором з розробки гри є Мартін Анвард.
У квітні 2022 року на сайті 4chan внаслідок витоку була опублікована бета-версія гри.
12 червня 2022 року вийшов геймплейний трейлер гри.